# 生態工法
生態工法（Ecological engineering methods），又可能稱自然工法，是基於對物種保育、生物多樣性、及永續發展的體認而提出的一種新思維和新的施工技術，其內涵包括揚棄因工程建設而阻絕生物遷徙、繁衍的不當措施，並提醒工程師在設計時除考量工程要求之外，亦兼顧生態系統的自然要求。至於如何施工、使用當地的材料等，叫做近自然工法。
近年來生態工法崛起，以近自然工程設計日漸受到大家的重視、推崇及廣泛的應用，使開發工程都趨向於對環境保育的重視，加強原生地水土保持的強度，減低及預防天然災害的發生率，使自然生態環境能永續的利用。
當挖斷順向坡之坡腳時，應以人造邊坡或擋土牆或岩錨方式，進行結構補強。且當有安全性顧慮時，不宜使用「近自然工法」。
另一種對於生態工法的定義則是指人類基於對生態系統的深切認知，為落實生物多樣性保育及永續發展，採取以生態為基礎、安全為導向，減少對生態系統造成傷害的永續系統工程設計。